# Campionats del món de ciclocròs de 1998
Els Campionats del món de ciclocròs de 1998 foren la 49a edició dels mundials de la modalitat de ciclocròs i es disputaren el 31 de gener i l'1 de febrer de 1998 a Middelfart, Dinamarca Meridional, Dinamarca. Foren tres les proves disputades.

## Resultats
| Prova        | Or                  | Plata              | Bronze         |
| Cursa elit   | Mario De Clercq     | Erwin Vervecken    | Henrik Djernis |
| Cursa sub-23 | Sven Nys            | Bart Wellens       | Petr Dlask     |
| Cursa júnior | Michael Baumgartner | Stefano Toffoletti | Davy Commeyne  |

## Classificacions

### Classificació de la prova elit
| Pos. | Ciclista            | País          | Temps   |
| ---- | ------------------- | ------------- | ------- |
|      | Mario De Clercq     | Bèlgica       | 1:04:06 |
|      | Erwin Vervecken     | Bèlgica       | + 1:04  |
|      | Henrik Djernis      | Dinamarca     | + 1:07  |
| 4.   | Daniele Pontoni     | Itàlia        | + 1.07  |
| 5.   | Radomír Šimůnek sr. | Txèquia       | + 1.19  |
| 6.   | Emmanuel Magnien    | França        | + 1.23  |
| 7.   | Dieter Runkel       | Suïssa        | + 1.55  |
| 8.   | Christophe Mengin   | França        | + 1.55  |
| 9.   | Richard Groenendaal | Països Baixos | + 2.28  |
| 10.  | Beat Wabel          | Suïssa        | + 2.31  |

### Classificació de la prova sub-23
| Pos. | Ciclista           | País          | Temps  |
| ---- | ------------------ | ------------- | ------ |
|      | Sven Nys           | Bèlgica       | 52.14  |
|      | Bart Wellens       | Bèlgica       | + 0.24 |
|      | Petr Dlask         | Txèquia       | + 0.29 |
| 4    | Klaus Nielsen      | Dinamarca     | + 0.45 |
| 5    | Giullaume Benoist  | França        | + 0.47 |
| 6    | Pavel Prošek       | Txèquia       | + 0.59 |
| 7    | Maarten Nijland    | Països Baixos | + 1.08 |
| 8    | Raymond Lubberman  | Països Baixos | + 1.10 |
| 9    | Fabrizio Dall'Oste | Itàlia        | + 1.12 |
| 10   | Timothy Johnson    | Estats Units  | m.t.   |

### Classificació de la prova júnior
| Pos. | Ciclista            | País     | Temps  |
| ---- | ------------------- | -------- | ------ |
|      | Michael Baumgarter  | Suïssa   | 38.56  |
|      | Stefano Toffoletti  | Itàlia   | + 0.03 |
|      | Davy Commeyne       | Bèlgica  | m.t.   |
| 4    | Martin Ocásek       | Txèquia  | + 0.05 |
| 5    | Sven Vanthourenhout | Bèlgica  | + 0.09 |
| 6    | Björn Schröder      | Alemanya | m.t.   |
| 7    | Tilo Schüler        | Alemanya | + 0.16 |
| 8    | Tomáš Trunschka     | Txèquia  | m.t.   |
| 9    | Pavel Bartos        | Txèquia  | m.t.   |
| 10   | Grégory Rast        | Suïssa   | m.t.   |

## Medaller
| Pos. | País      | Or | Plata | Bronze | Total |
| 1    | Bèlgica   | 2  | 2     | 1      | 5     |
| 2    | Suïssa    | 1  | 0     | 0      | 1     |
| 3    | Itàlia    | 0  | 1     | 0      | 1     |
| 4    | Dinamarca | 0  | 0     | 1      | 1     |
| 4    | Txèquia   | 0  | 0     | 1      | 1     |